# Повітропроникність
Повітропроникність — здатність матеріалів і конструкцій пропускати повітря під впливом перепаду тиску повітря. У багатьох областях матеріального виробництва повітропроникність матеріалу є одним з найважливіших показників, оскільки визначає властивості кінцевого продукту (наприклад, при виробництві одягу, взуття, пакувальних і будівельних матеріалів).
Одиниці виміру повітропроникності — м³/(м²×год) (кубічний метр поділений на квадратний метр за годину) і дм³/(м²×с) (кубічний дециметр на квадратний метр за секунду).
У будівництві для вимірювання повітропроникності огороджувальних конструкцій будівлі застосовуються аеродвері.